# Knut-Olaf Haustein
Knut-Olaf Haustein (* 20. September 1934 in Dresden; † 9. Februar 2006) war ein deutscher klinischer Pharmakologe, Hochschullehrer und Gründer des Instituts für Nikotinforschung und Raucherentwöhnung in Erfurt.

## Werdegang
Nach seinem Abitur 1952 studierte Haustein bis 1957 an der Universität Leipzig Medizin. Dort wurde er auch 1957 promoviert. 1967 wurde er an der Medizinischen Akademie Erfurt habilitiert. Ordentlicher Professor und Leiter der Abteilung für Klinische Pharmakologie in Erfurt wurde Haustein 1978. Von 1984 bis 1993 – dem Jahr der Schließung der Einrichtung – war Haustein Direktor des Institut für Klinische Pharmakologie. 1994 ging er an die Universität Jena, wo er C4-Professor für klinische Pharmakologie wurde. Als Gastprofessor für klinische Pharmakologie weilte er von 1995 bis 1997 an der Universität Erlangen-Nürnberg.
Haustein war Mitglied der Arzneimittelkommission der deutschen Ärzteschaft. Mehrere Jahre war er Vorstandsmitglied dieser Kommission. Darüber hinaus leitete er einige Jahre den Ärzteausschuss Arzneimittelsicherheit beim Bundesinstitut für Arzneimittel und Medizinprodukte (BfArM).
2005 sammelte Haustein knapp 30 000 Unterschriften für ein umfassendes Rauchverbot in Thüringer Schulen.

## Forschungsgebiete
Haustein arbeitete auf dem Gebiet der Digitalisglykoside, oral verfügbarer Antikoagulatien (beispielsweise Phenprocoumon) und des Vitamin-K-Antagonismus. Weitere Arbeitsschwerpunkte waren der 14C-Aminopyrin-Atemtest und Mikrozirkulationsstudien mit verschiedenen Wirkstoffen. Dem Nicotin, der Raucherentwöhnung und dem Kampf gegen den Tabakmissbrauch widmete er sich besonders engagiert.
1999 gründete Haustein das Institut für Nikotinforschung und Raucherentwöhnung in Erfurt. Die Dr.-Ludwig-Pfeiffer-Medaille der Landesärztekammer Thüringen erhielt Haustein 2004. Mit der Ernst-von-Bergmann-Plakette wurde er 2003 geehrt.

## Persönliches
Haustein war ab 1967 mit Heidi, einer Ärztin, verheiratet. Mit ihr hatte Haustein zwei Kinder.

## Veröffentlichungen (Auswahl)
Monografien
- K.-O. Haustein, D. Groneberg: Tabakabhängigkeit: Gesundheitliche Schäden durch das Rauchen. Verlag Springer, 2. Auflage, 2008, ISBN 3-540-73308-6, 500 S. eingeschränkte Vorschau in der Google-Buchsuche
- K.-O. Haustein, D. Groneberg: Tobacco Or Health? Verlag Springer, 2. Auflage, 2009, ISBN 3-540-87576-X, 455 S. eingeschränkte Vorschau in der Google-Buchsuche

Fachartikel
- K. O. Haustein: Smoking and poverty. In: European journal of cardiovascular prevention and rehabilitation : official journal of the European Society of Cardiology, Working Groups on Epidemiology & Prevention and Cardiac Rehabilitation and Exercise Physiology Band 13, Nummer 3, Juni 2006, S. 312–318, ISSN 1741-8267. PMID 16926658. (Review).
- K.-O. Haustein u. a.: Die Behandlung der Tabakabhängigkeit mit Nikotin - Erfahrungen aus dem Raucherberatungszentrum Erfurt. (PDF; 477 kB) In: Z Allg Med Band 80, 2004, S. 108–112. doi:10.1055/s-2004-823019
- K. O. Haustein: What can we do in secondary prevention of cigarette smoking? In: European journal of cardiovascular prevention and rehabilitation Band 10, Nummer 6, Dezember 2003, S. 476–485, ISSN 1741-8267. doi:10.1097/01.hjr.0000104266.19897.9a. PMID 14671472. (Review).
- K. O. Haustein, S. Haffner, B. G. Woodcock: A review of the pharmacological and psychopharmacological aspects of smoking and smoking cessation in psychiatric patients. In: International Journal of Clinical Pharmacology and Therapeutics Band 40, Nummer 9, September 2002, S. 404–418, ISSN 0946-1965. PMID 12358157. (Review).
- K. O. Haustein: Pharmacotherapy of nicotine dependence. In: International journal of clinical pharmacology and therapeutics Band 38, Nummer 6, Juni 2000, S. 273–290, ISSN 0946-1965. PMID 10890576. (Review).
- K. O. Haustein: Cigarette smoking, nicotine and pregnancy. In: International journal of clinical pharmacology and therapeutics Band 37, Nummer 9, September 1999, S. 417–427, ISSN 0946-1965. PMID 10507240. (Review).
- K. O. Haustein: Cardiotoxicity of digitalis. In: Archives of Toxicology Band 9, 1986, S. 197–204, ISSN 0171-9750. PMID 3028325. (Review).
- K. O. Haustein: Digitalis. In: Pharmacology & Therapeutics Band 18, Nummer 1, 1982, S. 1–89, ISSN 0163-7258. PMID 6760212. (Review).
- K. O. Haustein, F. Markwardt, K. R. Repke: Different relationships between therapeutic and toxic actions of 16-epi-gitoxin, gitoxin and ouabain on isolated cardiac preparations. In: European journal of pharmacology Band 10, Nummer 1, April 1970, S. 1–10, ISSN 0014-2999. PMID 5441098.

## Weiterführende Literatur
- E. A. Richter-Kuhlmann: Im Bann der Sucht. (PDF; 31 kB) In: Deutsches Ärzteblatt Band 101, Nummer 44, vom 29. Oktober 2004, S. A2930.